# Лосев, Олег Андреевич
Олег Андреевич Лосев (1923 — 1993) — советский государственный деятель, заместитель Министра радиопромышленности СССР, учёный в области радиоэлектроники, генерал-лейтенант Советской Армии, Герой Социалистического Труда (1985).

## Биография
Олег Андреевич Лосев родился 20 июня 1923 года в Харькове. Окончил среднюю школу. В сентябре 1939 года Лосев поступил на службу в Рабоче-Крестьянскую Красную Армию. Окончил артспецшколу, затем артиллерийское училище. С февраля 1944 года — на фронтах Великой Отечественной войны, участвовал в освобождении Белорусской ССР и Прибалтики, боях на территории Восточной Пруссии. После окончания войны продолжил службу в Советской Армии. В 1952 году Лосев окончил Харьковскую военную артиллерийскую радиотехническую академию. С 1954 года служил в 4-м Главном управлении Министерства обороны СССР, прошёл путь от старшего инженера до первого заместителя начальника этого Управления.
Лосев являлся активным участником разработки, проведения испытаний и запуска в серийное производство многих передовых на тот момент вооружений противовоздушной обороны, в том числе зенитных ракетных систем, радиолокационных станций, автоматических систем управления войсками и вооружением. Командировался на Ближний Восток во время боевых действий между Израилем и арабскими странами, изучая боевое применение противовоздушного вооружения. В 1981 году Лосев получил назначение на должность заместителя министра радиопромышленности СССР, ведал конструкторскими и испытательскими работами радиоэлектронных вооружений, а также их производством.
Закрытым Указом Президиума Верховного Совета СССР в 1985 году за «выдающиеся заслуги в разработке и производстве новой техники» Олег Андреевич Лосев был удостоен высокого звания Героя Социалистического Труда с вручением ордена Ленина и медали «Серп и Молот».
В 1991 году в звании генерал-лейтенанта Лосев вышел в отставку. Проживал в Москве, работал директором Межведомственного центра управления Межгосударственной акционерной корпорации «Вымпел», по совместительству был советников генерального директора этой же корпорации. Умер 6 апреля 1993 года, похоронен на Троекуровском кладбище Москвы.
В 1975 году Лосеву была присуждена Государственная премия СССР. Был также награждён орденами Отечественной войны 1-й и 2-й степеней, двумя орденами Трудового Красного Знамени, орденами Красной Звезды и «Знак Почёта», а также рядом медалей.